# رودریگو استودیلو
رودریگو استودیلو (اسپانیایی: Rodrigo Astudillo‎؛ زادهٔ ۲۳ نوامبر ۱۹۷۷) بازیکن فوتبال اهل آرژانتین است.

## باشگاهی
از باشگاه‌هایی که در آن بازی کرده‌است می‌توان به باشگاه فوتبال کروز آزول، باشگاه فوتبال الیانزا لیما، باشگاه فوتبال استودیانتس، باشگاه فوتبال اونیورسیداد شیلی، و باشگاه ورزشی سن لورنسو آلماگرو اشاره کرد.